# Alles Verloren
"Alles Verloren" (magyarul: Minden Elveszett), ez az első kislemez Bushido 7 nevezetű albumáról.
Ez a szám azokról szól, akik gettókban élnek.

## Tracklista
1. Alles Verloren! (Album Version) - 04:28
2. Alles Verloren! (Instrumental) - 04:28
3. Alles Verloren! (Screwaholic Remix) - 04:17
4. Alles Verloren! (Bizzy Montana Remix) - 04:28
5. Alles Verloren! (Video) - 04:18

## Sikere
A szám Németországban negyedik, Ausztriában harmadik, Svájcban pedig huszonkettedik helyezést ért el a toplistákon.